# Ihlenfeldtia vanzylii
Ihlenfeldtia vanzylii là một loài thực vật có hoa trong họ Phiên hạnh. Loài này được (L. Bolus) H.E.K. Hartmann mô tả khoa học đầu tiên năm 1992.